# アスダル年代記
『アスダル年代記』（朝: 아스달 연대기）は 2019年6月1日から2019年9月22日まで放送された韓国・tvNのドラマである。日本では、動画配信サービスのNetflix、ディズニープラスで配信されている。
続編は2020年下期クランクインを目標としていたが、新型コロナウィルスの影響で延期。2022年4月、制作会社のスタジオドラゴンがシーズン2の製作を発表した。2023年9月、『アラムンの剣：アスダル年代記』のタイトルで放送・配信開始予定。

## あらすじ
太古の地アスダルにおける英雄たちの伝説的な話。

## キャスト

### メイン
| 役名     | 役名（韓） | 俳優             | 詳細                                                              |
| -------- | ---------- | ---------------- | ----------------------------------------------------------------- |
| タゴン   | 타곤       | チャン・ドンゴン | セニョク族族長の息子。                                            |
| ウンソム | 은섬       | ソン・ジュンギ   | ワハン族。人間であるア・サホンとネアンタ―ルの混血児（イグトゥ）。 |
| サヤ     | 사야       | ソン・ジュンギ   | タゴンの息子。                                                    |
| タニャ   | 탄야       | キム・ジウォン   | ワハン族の氏族の母の後継者でヨルソンの娘                          |
| テアラ   | 태알하     | キム・オクビン   | へ氏の長女でミホルの娘                                            |

### 周辺人物
- ギルソン（俳優：パク・ヒョンス）：セニョク族、デカン部隊の戦士。
- ヨンバル（俳優：チェ・ヨンジュン）：デカン部隊の戦士。
- ヘヨビ（俳優：パク・ソンヨン）：へ族、テアラの付き人。
- トデ役（俳優：ヤン・ギョンウォン）：ワハン族の戦士
- チェウン（俳優：コ・ボギョル）：薬剤師、ハリムの娘。
- イプセン（俳優：キム・ソンチョル）：アゴ族出身
- モモ族のシャバラ（俳優：唐田えりか）：モモ族のシャバラ

## その他
- 主演のソン・ジュンギとキム・ジウォンはドラマ『太陽の末裔』（2016年）以来の共演である。
- 主演のソン・ジュンギと助演のチェ・ヨンジュン、ヤン・ギョンウォン、キム・ソンチョルはドラマ『ヴィンチェンツォ』（2020年）で再共演を果たす。